# Fuerzas Ruandesas de Defensa
Las Fuerzas Ruandesas de Defensa (Forces rwandaises de défense-FRD) es el nombre que recibe desde junio de 2002 el ejército regular de Ruanda.
Se llamó anteriormente Ejército Patriótico Ruandés (Armée patriotique rwandaise - APR) desde julio de 1994 hasta junio de 2002.
En noviembre de 2002 Emmanuel Habyarimana fue destituido del cargo de Ministro de Defensa , una acción que el portavoz del gobierno Joseph Bidera atribuyó a sus puntos de vista "extremos pro-hutus". Marcel Gatsinzi fue nombrado ministro de Defensa (en el cargo 2002-2010) sucediendo a Habyarimana.